# UOB ケイヒン ホールディングス
UOB ケイヒン ホールディングス（SGX: UOKH UOB-Kay Hian Holdings Limitedとしてシンガポール証券取引上場）はシンガポールを拠点とする総合金融会社で有価証券売買業務、個人資産運用業務、投資銀行業務及び金融リサーチをおこなっている。UOB ケイヒンは1900年代初頭に故クー・ケイヒンによってケイヒンアンドコーポレーションとして創立された。本社機能はシンガポールにあり、香港・上海・ジャカルタ・マニラ・ロンドン・トロント・クアラルンプール・バンコク及びニューヨークにオフィスを持つ。1970年6月に現在の会社体制となり2000年10月にUOB証券(UOB銀行のグループ企業)との合併の後、UOBケイヒンが設立された。

## 沿革
- 1900年代初頭: ケイヒンアンドコーポレーションとして創立されマレーシア証券取引所及びシンガポール証券取引所の創業メンバーとなる。
- 1970年6月: マレーシア証券取引所とシンガポール証券取引所がブルサマレーシア及びシンガポール証券取引所として再構築されるに至りそのメンバーとなる。
- 1987年8月: ケイヒンプライベートリミテッドに名称を変更。
- 1989年6月: ジェイムスケーペルグループがケイヒンの株式を30%買付することによりシンガポールの証券売買業務を統合し、ケイヒンジェイムスケーペル(KHJC)に名称変更。
- 1990年3月: ジェイムスケーペルグループが49%まで株式保有を増加。
- 1990年8月: ケイヒンジェイムスケーペルとして法人登録。
- 1990年10月: ケイヒンジェイムスケーペル(KHJC)株式の25%を株式市場に供給。
- 1996年8月: HSBCジェイムスケーペルグループの株式保有が全体の5%以下となりケイヒンホールディングスへと名称変更。
- 1997年: KPMG(会計監査法人)による1996年ー1997年の金融機関取扱高調査で1位にランクされる。
- 1999年: 香港証券取引所のメンバーとなる。
- 1999年: インターナショナル・ファイナンシング・レヴューの調査でシンガポールにおける1993年から1999年にかけての有価証券引受業務取扱高で1位にランクされる。
- 2000年10月: UOB証券 (UOB銀行のグループ企業)と合併。
- 2001年1月: UOB銀行が株式の39.4%を保有するに至りUOBケイヒンに名称変更。